# 野火 (1957年電影)
《野火》（英語：Wild fire）是1957年张彻、李湄执导，并且李湄亲自出演的香港剧情题材电影，该电影主要讲述的是一个女子因为被父亲抛弃等原因，决定用放浪的生活去度过余生，最后悔悟的故事。该电影与1958年上映。

## 劇情簡介
宋海华由于父亲再婚后有了一个儿子，于是被忽视被抛弃，于是她决定用放浪得态度去度过接下来的日子。
而在某一天，因为宋海华的一部分原因，从而造成了一系列命案，于是宋海华自然是成为了嫌疑人，而对于这些，宋海华最初也是不在意的，但是后来在一位律师朋友的协助下，终于洗脱了她的嫌疑，并且在这之后，她也决定幡然悔悟。
可在这之后，宋海华却因为风言风语而导致精神失常，最后因为车祸而死……

## 演员
- 高原
- 李湄
- 李允中
- 杨群

## 职员表
- 编剧：张彻
- 监制：李湄
- 摄影：王剑寒
- 作词：李湄
- 作曲：张彻
- 作曲：王福龄

## 其他
- 该电影在拍摄的时候李湄层对此下了很大的功夫，并且她还希望通过该作品来告诉一些人不要因为过去的事情而放弃希望。[4]

## 相關連結
- 香港影庫上《野火》的資料（繁體中文）
- 豆瓣电影上《野火》的資料 （简体中文）
- 互联网电影数据库（IMDb）上《野火》的资料（英文）